# Chocolat (groupe)
Pour les articles homonymes, voir Chocolat (homonymie).
Chocolat est un groupe de rock psychédélique canadien, originaire du Québec.

## Biographie
Jimmy Hunt forme un groupe avec des membres des groupes Demon's Claws et Cockroaches. Ils sortent un premier EP sous l'étiquette de Navet Confit, Dry and Dead. Ils participent alors à différents concerts et festivals dont le NXNE, les FrancoFolies de Montréal, le Festival de musique émergente, le GAMIQ et le M pour Montréal.
Ils sortent ensuite leur deuxième album Piano élégant sous l'étiquette Grosse Boîte. Sur cet album, Chocolat adopte un style moins garage et plus « élégant », comme le mentionne le titre de l'album. Il est nommé à l'ADISQ en 2008. En 2009, le documentaire Élégant du réalisateur Yan Giroux fait le récit du séjour du groupe aux Îles de la Madeleine. 
C'est en 2014 que le groupe sort son troisième album Tss Tss. L'album est qualifié de « rock éclaté, spontané, amusé » par le journaliste du Devoir, Philippe Papineau. En 2016, Chocolat lance Rencontrer Looloo qui sera nommé sur la longue liste du prix Polaris en 2017. En 2020, le groupe fait à nouveau la longue liste du prix Polaris avec son album Jazz engagé, paru à l'automne 2019. Il reçoit aussi une nomination dans la catégorie « Album de l'année — Rock » du Premier gala de l'ADISQ en 2020.